# Isoetes setacea
Isoetes setacea là một loài dương xỉ trong họ Isoetaceae. Loài này được Lam. mô tả khoa học đầu tiên năm 1789.